# Schisandra arisanensis
Schisandra arisanensis är en tvåhjärtbladig växtart. Schisandra arisanensis ingår i släktet Schisandra och familjen Schisandraceae.

## Underarter
Arten delas in i följande underarter:
- S. a. arisanensis
- S. a. viridis